# メニグート
メニグート （Ménigoute）は、フランス、ヌーヴェル＝アキテーヌ地域圏、ドゥー＝セーヴル県のコミューン。
コミューンは、『国際鳥類映画祭』や、2003年に創設されたメニグート・フランス語動物映画研究所（fr）で、動物映画愛好家たちによって知られている。研究所は県議会が購入した70ヘクタールの土地におかれ、2004年以降ポワティエ大学との協定の一環として活動している。

## 地理
ヴォンヌ川がコミューンを流れる。

## 歴史
メニグートの歴史は、1119年に創設され1791年に閉鎖された、旧シャテリエ修道院と密接に結びついている。

## 由来
定住地が初めて公文書上に現れるのは、1300年でManygosteと記されていた。この名前はmesnilで構成されていた。それはオイル語の形態であり、地名であった（mesnil goth、すなわちゴート族の住処）。

## 人口統計
| 1962年 | 1968年 | 1975年 | 1982年 | 1990年 | 1999年 | 2008年 | 2013年 |
| ------ | ------ | ------ | ------ | ------ | ------ | ------ | ------ |
| 941    | 937    | 913    | 933    | 895    | 864    | 876    | 870    |

参照元:1962年から1999年までは複数コミューンに住所登録をする者の重複分を除いたもの。それ以降は当該コミューンの人口統計によるもの。1999年までEHESS/Cassini、2004年以降INSEE。

## 史跡

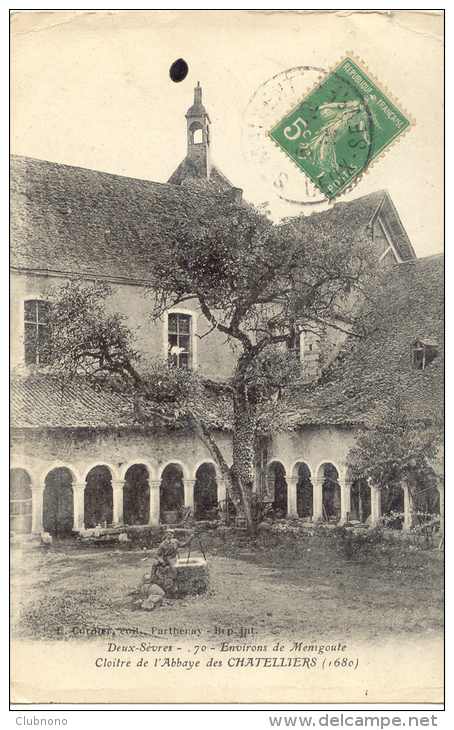
古い絵葉書に描かれた修道院
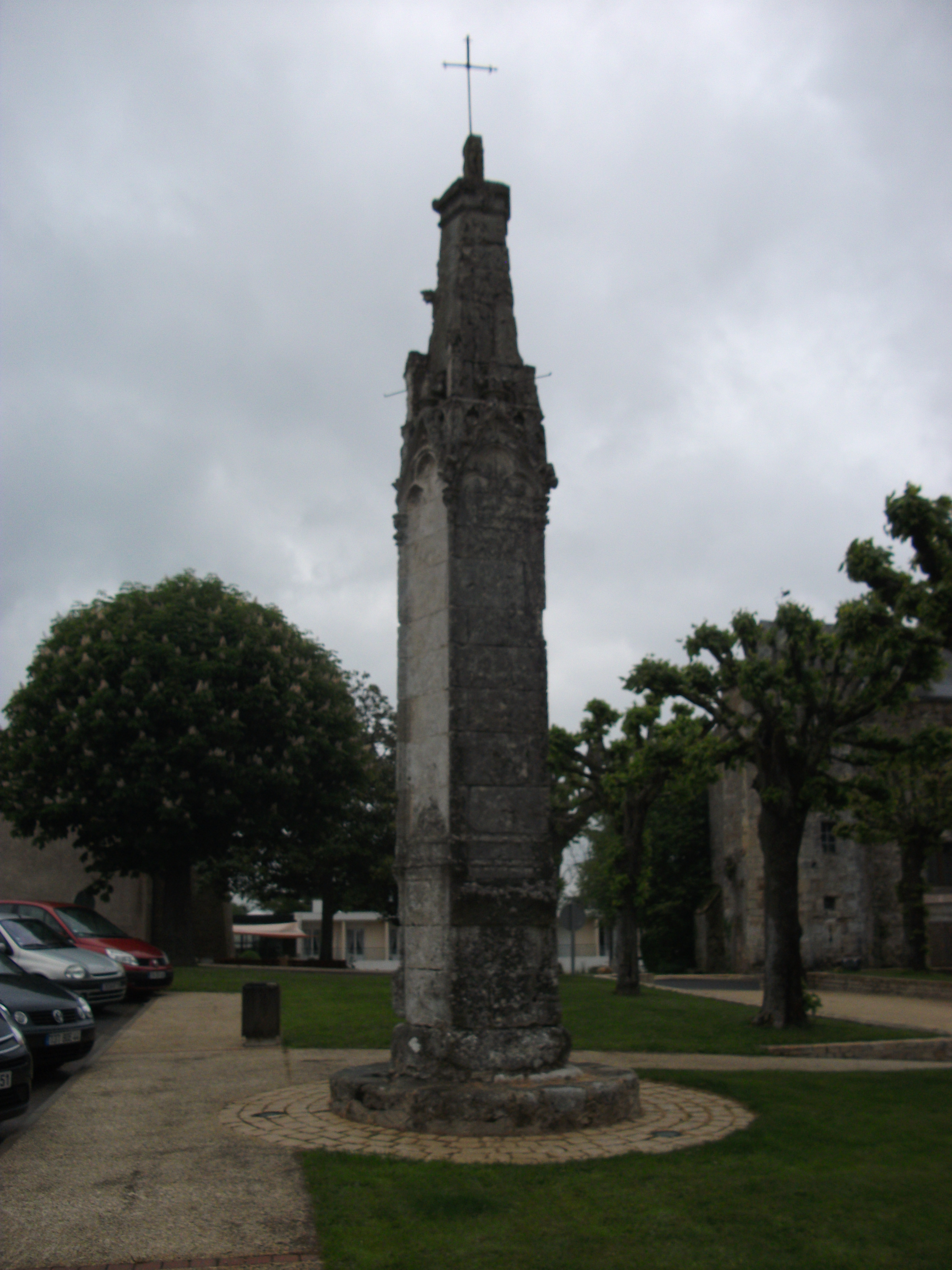
ホサナの十字架

- ジャン・ブカール礼拝堂 - かつて療養所の礼拝堂だった。ゴシック様式で、フランス歴史文化財指定されている[5]。
- 死者のランタン - 12世紀。14世紀終わりに修復。
- ホサナの十字架 - フランス歴史文化財
- ノートルダム・ド・シャテリエ修道院

## ゆかりの人物
- マリー・ダンジュー - シャルル7世妃。サンティアゴ巡礼の帰途、ノートルダム・ド・シャテリエ修道院で死没。